# Kunsthalle (Basilea)

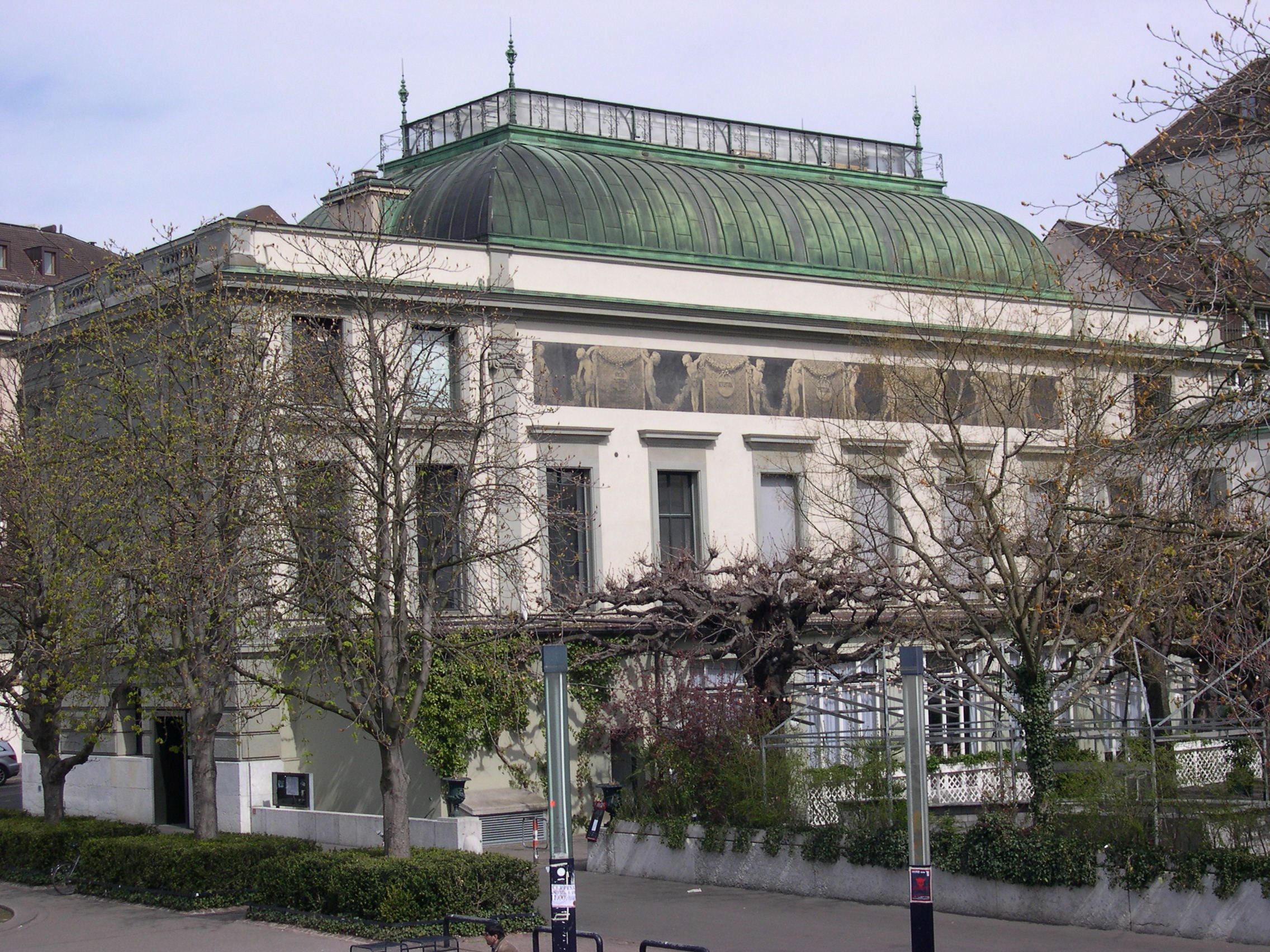
Kunsthalle Basel.

La Kunsthalle es una sala de exposiciones de Basilea inaugurada en 1872 y dedicada desde entonces a la promoción del arte contemporáneo. Las corrientes artísticas más actuales se presentan y analizan en el marco de conferencias, presentaciones o proyecciones de vídeo y películas. Este edificio histórico fue restaurado en el año 2004 bajo la supervisión de los arquitectos Miller & Maranta. Desde entonces, acoge también el Museo Suizo de Arquitectura.